# 1-Tlenek tetrahydrotiofenu
1-Tlenek tetrahydrotiofenu, THTO – heterocykliczny, organiczny związek chemiczny z grupy sulfotlenków, w którym grupa sulfinylowa jest częścią pięcioczłonowego, nasyconego pierścienia, a tym samym jest to pochodna tetrahydrotiofenu. Powstaje przez jego utlenienie.
W warunkach eksperymentalnych wykazano, że może być wykorzystywany przez bakterie Escherichia coli jako akceptor elektronów w oddychaniu beztlenowym, co umożliwiało im wzrost. Podczas tego procesu THTO był redukowany do tetrahydrotiofenu.